# Wydrino (wieś w Buriacji)
Wydrino (ros. Выдрино) – wieś w Rosji, w Buriacji, w rejonie kabańskim. W 2010 liczyła 4374 mieszkańców.